# Ronald Atkey
Ronald George „Ron“ Atkey PC QC (* 15. Februar 1942 in Saint John, New Brunswick; † 9. Mai 2017 in Toronto, Ontario) war ein kanadischer Jurist, Hochschullehrer und Politiker der Progressiv-konservativen Partei (PC), der etwas mehr als zwei Jahre lang Mitglied des Unterhauses sowie zwischen 1979 und 1980 Minister für Beschäftigung und Einwanderung im 21. kanadischen Kabinett von Premierminister Joe Clark war.

## Leben
Ronald Atkey absolvierte zunächst ein grundständiges Studium an der University of Western Ontario, das er mit einem Bachelor of Arts (B.A.) abschloss, sowie danach ein postgraduales Studium der Rechtswissenschaften an der Yale University, welches er mit einem Bachelor of Laws (LL.B.) und später an der University of Western Ontario mit einem Master of Laws (LL.M.) beendete. Nach Abschluss des Studiums nahm er eine Tätigkeit als Rechtsanwalt auf und wurde für seine anwaltlichen Verdienste schließlich zum Kronanwalt (Queen’s Counsel) ernannt. 1970 gab er zusammen mit J. Noel Lyon Canadian constitutional law in a modern perspective heraus, das zu einem Standardlehrbuch zur Verfassung von Kanada wurde.
Bei der Wahl vom 30. Oktober 1972 wurde Atkey als Kandidat der Progressiv-konservativen Partei im Wahlkreis St. Paul’s erstmals zum Abgeordneten in das Unterhaus gewählt, verlor diesen Wahlkreis jedoch bereits der folgenden Wahl vom 8. Juli 1974. Während dieser Zeit war er zwischen dem 5. Dezember 1972 und dem 23. Oktober 1973 zunächst Sprecher der PC-Fraktion für Wettbewerbsfähigkeit sowie anschließend vom 24. Oktober 1973 bis zum 9. September 1974 Sprecher der Opposition für Unternehmensangelegenheiten.
Atkey wurde bei der Wahl vom 22. Mai 1979 als Kandidat der PC im Wahlkreis St. Paul’s wieder zum Mitglied des Unterhauses gewählt. Er verlor dieses Abgeordnetenmandat aber erneut bei der Unterhauswahl vom 18. Februar 1980 nach nur neun Monaten. Am 4. Juni 1979 wurde Atkey von Premierminister Joe Clark als Minister für Beschäftigung und Einwanderung in das 21. Kabinett Kanadas berufen, dem er bis zum Ende von Clarks Amtszeit am 2. März 1980 angehörte.
Nach seinem Ausscheiden aus Unterhaus und Regierung nahm er seine Tätigkeit als Rechtsanwalt wieder auf und wurde Partner der Anwaltskanzlei Osler, Hoskin & Harcourt. Daneben war er als Professor für Rechtswissenschaften an der University of Western Ontario, der Osgoode Hall Law School der York University sowie der University of Toronto tätig. Atkey war ferner zwischen 1984 und 1989 Vorsitzender des Security Intelligence Review Committee, ein Gremium zur Aufsicht der 1984 neugegründeten Geheimdienstbehörde CSIS (Canadian Security Intelligence Service). In diesem Amt folgte ihm 1989 der Medienunternehmer John Bassett.

## Veröffentlichung
- Canadian constitutional law in a modern perspective, Mitherausgeber J. Noel Lyon, Toronto, University of Toronto Press, 1970